# Golfo di Darién
Il golfo di Darién è un ampio golfo situato nella parte meridionale del mar dei Caraibi, tra Panama e Colombia. Nella parte più a sud, contiene il golfo di Urabá e la foce del fiume Atrato, in territorio colombiano.